# ناوميتشي أويدا
ناوميتشي أويدا (بالإنجليزية: Naomichi Ueda)؛ مواليد 24 أكتوبر 1994 في كوماموتو) لاعب كرة قدم ياباني يجيد اللعب في مركز الدفاع مع منتخب اليابان الوطني و نادي كاشيما أنتلرز في الدوري الياباني الممتاز.

## مسيرته الكروية
لعب ناوميتشي أويدا خلال مسيرته الاحترافية مع ناديين في ثمانية مواسم وسجل خلالها 6 أهداف ضمن 141 مباراة. حيث فاز في موسم واحد بالكأس وفي موسم واحد بالدوري.
خاض ناوميتشي أويدا مسيرته مع نادي كاشيما أنتلرز في موسم 2013 ليلعب معه ستة مواسم، مشاركًا في 96 مباراة سجل خلالها 5 أهداف. ثم انتقل إلى نادي سيركل بروج في موسم 2018–19 ولمدة موسمين، حيث شارك في 45 مباراة سجل خلالها هدفًا واحدًا.

## روابط خارجية
- ناوميتشي أويدا على موقع الاتحاد الدولي (مؤرشف)  (الإنجليزية)
- ناوميتشي أويدا على موقع رابطة كرة القدم اليابانية للمحترفين (اليابانية)
- ناوميتشي أويدا على موقع إي إس بي إن إف سي (الإنجليزية)
- ناوميتشي أويدا على موقع قاعدة بيانات كرة القدم.إي يو (الإنجليزية)
- ناوميتشي أويدا على موقع ليكيب (الفرنسية)
- ناوميتشي أويدا على موقع ناشيونال فوتبول تيمز (الإنجليزية)
- ناوميتشي أويدا على موقع Soccerbase.com (لاعب) (الإنجليزية)
- ناوميتشي أويدا على موقع Soccerway.com (الإنجليزية)
- ناوميتشي أويدا على موقع عالم كرة القدم.نت (الإنجليزية)
- ناوميتشي أويدا على موقع أوليمبيديا (الإنجليزية)